# Geel spannertje
Het geel spannertje (Hydrelia flammeolaria) is een nachtvlinder uit de familie van de spanners (Geometridae). 

## Kenmerken
De voorvleugellengte bedraagt tussen de 11 en 13 mm. De basiskleur van de vleugels is geel met geelbruine dwarsbanden. Op de vleugels bevindt zich een duidelijke middenstip.

## Levenscyclus
Het geel spannertje gebruikt els, esdoorn en ook andere loofbomen als waardplanten. De rups is te vinden van juli tot september. De soort overwintert als pop. Er is jaarlijks een generatie die vliegt van halverwege mei tot en met augustus.

## Voorkomen
De soort komt verspreid over een groot deel van het Palearctisch gebied voor. Het geel spannertje is in Nederland een gewone en in België een vrij gewone soort. De habitat bestaat uit loofbos, begroeide oevers en struweel.